# Колокольцов, Василий Григорьевич
Васи́лий Григо́рьевич Колоко́льцов (27 декабря 1867, Харьков — 29 сентября 1934, Париж) — русский меценат, председатель Волчанской земской управы, общественный и политический деятель Российской империи конца XIX — начала XX века. Почётный гражданин Волчанска, статский советник (1911). Был крестным отцом (заочным) цесаревича Алексея.
Перед Октябрьской революцией распродал свои имения в России, вложив вырученные средства в развитие родного Волчанского уезда, сделав его вторым по темпам развития в империи после Московского уезда. Во время Гражданской войны в 1918—1919 годах входил в правительство гетмана П. П. Скоропадского (1873—1945), был министром земледелия. Умер в эмиграции в Париже.

## Биография
Василий Григорьевич Колокольцов родился в потомственной дворянской семье в Пензенской губернии. Его отец, Григорий Дмитриевич Колокольцов, был двоюродным братом Николая Огарёва, занимал пост Витебского губернатора, в 1843—1846 годах — предводитель дворянства Волчанского уезда. Мать, Прасковья Станиславовна Вишневская (Пассек в первом браке) имела большие владения в Волчанском уезде, в частности Ильмень, Леонидовка, Лосевка, Марьевка, Романовка, Паськовка. От первого мужа унаследовала также дома в Москве и Петербурге.
После смерти отца в 1872 году Василий вместе с матерью и сестрой Анной переезжает в Верхнюю Писаревку. В 1879 году Василий поступил в Петровский Полтавский кадетский корпус, который окончил в 1886 году в чине вице-унтер-офицера. Продолжает образование в Петровской сельскохозяйственной академии в Москве. После её окончания возвращается в Верхнюю Писаревку чтобы руководить унаследованным от матери имением.

## Деятельность
После своего избрания председателем земской управы, Колокольцов начинает бурную деятельность по развитию образования, здравоохранения, культуры в земстве.
Начинается строительство школ, больниц, дорог, мостов, конно-почтовых станций, участков почтово-телеграфной связи, ветеринарных и агрономических пунктов, появляются первые артезианские колодцы.
Построен Народный дом, где действовала библиотека и ставились любительские спектакли. Дом неоднократно посещал Марк Кропивницкий.
В 1912 году по проекту архитектора Харланова было построено здание историко-археологическом музея и помещения Земской управы.
Появилось много магазинов и мелких мастерских по изготовлению товаров широкого потребления. В центре Волчанска было установлено керосиновые уличные фонари.
Увеличивалось ассигнования школ, строительство новых велось исключительно за средства бюджета уезда. Для повышения квалификации педагогических кадров в городе было открыто учительскую семинарию, за 14 лет существования которой было подготовлено 193 преподавателей, в том числе 56 детей крестьян.
В Верхней Писаревке был создан летний дом отдыха для учителей земских школ уезда.
Главным делом Колокольцова было облесение уезда. За время его деятельности были засажены сосновыми борами берега Северского Донца и реки Волчьей. Для этого дела он лично ездил во Францию за опытом, закупал саженцы и руководил работами. В засушливые годы для полива в леса возили бочки с водой. Когда деревья подросли, завез диких кабанов, серн и зайцев.
Колокольцов заботился о благосостоянии простых людей. Узнав, что после отмены крепостного права его отец обидел крестьян, роздал им свои земли. По его поручению в уезде началась заготовка жира сурков, который применялся как средство против туберкулеза.

## Жизнь после Октябрьской революции
Был министром земледелия в правительстве Украинской державы и в правительстве генерала Деникина. В 1920 году покинул пределы России. Из-за болезни некоторое время оставался в Греции в госпитале для русских. После выздоровления переехал в Сербию, где в течение двух лет работал лесником. В 1923 году устроился работать бухгалтером в Берлине. В 1925 году по приглашению первой жены своего сына Николая (см.ниже) переехал во Францию. Поселился в Париже, работал заведующим складом по меху «Рено». В эмиграции член масонской ложи «Северная звезда».

## Смерть
Покончил жизнь самоубийством, чтобы не быть обузой для жены после инсульта (по другим данным — из-за «неудовлетворённости жизнью»). Похоронен на Биянкурском кладбище в пригороде Парижа.

## Личная жизнь

### Первый брак
Ещё до окончания кадетского корпуса сошёлся с дочерью крестьянина, которая родила от него сына Николая. Достигнув совершеннолетия, Василий женился на ней вопреки отказам сестёр и друзей. Николай был усыновлён и получил фамилию Колокольцов. Брак распался из-за недовольства Николая II.
Сын — Николай Васильевич Колокольцов — до революции был почётным гражданином, учился в Санкт-Петербурге, был женат и имел сына Юрия.

### Остальные браки
Второй брак с дворянкой, начальницей Волчанской гимназии, Александрой Васильевной Савич (1868—1918). От этого брака дочь Елена. Третий брак был в эмиграции.

## Память
В 2007 году на центральной площади г. Волчанска администрацией города ему установлен бронзовый памятник.